# スウィフトエア5960便墜落事故
スウィフトエア5960便墜落事故（スウィフトエア5960びんついらくじこ）は、2024年11月25日にリトアニアのビリニュスで発生した航空事故である。ライプツィヒ・ハレ空港からヴィリニュス国際空港へ向かっていたスウィフトエア5960便（ボーイング 737-476SF）が最終進入中に墜落し、乗員4名中1名が死亡した。

## 事故機
事故機は1993年に製造されたボーイング 737-476SF（EC-MFE）で、2基のCFMインターナショナル CFM56-3C1を搭載していた。この機体はスウィフトがユーロピアン・エア・トランスポート・ライプツィヒ（DHL）向けに運航されていた。

## 事故の経緯
現地時間（CET）3時8分に5960便はドイツのライプツィヒ・ハレ空港を離陸した。現地時間（EET）5時28分、5960便はヴィリニュス国際空港の滑走路19へ最終進入中に墜落した。機体は空港の北1.3Km地点に墜落、2階建ての家屋に衝突し、炎上した。スペイン系フランス人のパイロット1人が死亡、その他の乗員3人が救助された。このうちスペイン人のパイロットが重傷を負い、スペインへ移送された。救助隊員によれば、墜落の衝撃でコックピットが分離したため火災を免れた。
また、事故機が衝突した建物に居た13人は全員避難した。現場付近の複数の道路が閉鎖された。

## 事故調査
リトアニアの国防大臣であるラウリーナス・カスチューナスは、初期調査ではテロ行為の兆候はみられなかったと述べた。同様にリトアニアの特殊部隊もテロ行為の兆候は無かったと述べた。
事故調査はリトアニア法務省の運輸事故・事件調査部主導の下、スペインとドイツ、アメリカの調査委員が参加して行われている。スペインからは調査当局の調査官2人、ドイツからは連邦航空機事故調査局の調査員4人がそれぞれ派遣されており、アメリカからは国家運輸安全委員会、ボーイング、連邦航空局（FAA）の調査官から成るチームが派遣された。また、リトアニア法務省は国際民間航空機関、欧州航空安全機関、欧州委員会、FAAに対して類楽事故の発生を報告した。
事故翌日の11月26日、リトアニア警察がドローンを使用して墜落現場の画像を撮影するため、10時から11時までヴィリニュス国際空港の滑走路が閉鎖された。この影響によってヴィリニュスを発着する4便に遅延が生じた。また同日、ポーランドの航空航法局のビーチクラフト キングエア350によって空港の航法装置の点検が行われた。コックピットボイスレコーダー（CVR）とフライトデータレコーダー（FDR）は26日の11時半に発見された。リトアニア当局は、数日以内に墜落現場で現場検証が行われ、その後残骸が撤去されると述べた。CVRとFDRは分析を行う設備がリトアニア国内に存在しないため、ドイツに送られることになっている。ギタナス・ナウセダ大統領は事故現場を視察した。11月29日、残骸は墜落現場から輸送され、分析が開始された。
12月20日、リトアニア法務省は警察による捜査結果とフライトレコーダーの分析結果から、妨害行為の兆候は無かったと述べた。

## 余波
ドイツのアンナレーナ・ベアボック外務大臣はドイツとリトアニアの当局があらゆる可能性を調査していると述べた。
マスコミは同年7月にライプツィヒのDHL貨物センターで発生した放火事件と関連付けて報道を行った。